# International GNSS Service
International GNSS Service (IGS, в прошлом International GPS Service) — добровольное объединение более чем 200 агентств, занимающихся сбором данных GPS, ГЛОНАСС и других спутниковых навигационных систем с постоянно работающих базовых станций, расположенных по всему миру. Всего на июнь 2016 года по миру насчитывается 497 действующих станций сети IGS, из них поддерживают ГЛОНАСС и другие системы 153 станции. 22 действующие станции сети расположены в России (на июнь 2016 года).
IGS призвана предоставлять данные высокого качества как стандарта GNSS (Global Navigation Satellite Systems) с целью поддержки научных исследований в области изучения планеты Земля, многопрофильных приложений и образования. В настоящее время IGS входит в 
Международную ассоциацию геодезии.